# Carola Sigg
Carola Sigg (* 1974 im Allgäu) ist eine deutsche Schauspielerin.

## Leben
Sigg studierte Schauspiel an der Freiburger Schauspielschule im E-Werk. Anschließend spielte sie in Freiburg und Baden-Baden, bevor sie fest am Theater Chemnitz engagiert wurde. Nach einem Festangement ab 2006 am Theater Altenburg-Gera steht sie seit 2011 beim Theater Rudolstadt auf der Bühne. Daneben ist sie als Filmschauspielerin tätig. Neben Rollen in den Fernsehserien SOKO Wismar und SOKO Leipzig spielte sie 2013 in Fabian Möhrkes Spielfilm Millionen als Susanne die Ehefrau eines Lottogewinners, deren Ehe an dem Gewinn zerbricht.

## Filmografie
- 1998: Wochentage
- 2001: Dichtdran
- 2001: Ein Hut, ein Stock, zwei Regenschirme
- 2002: Die Fallers – Eine Schwarzwaldfamilie (Fernsehserie)
- 2002: Der Teufel ist ein Eichhörnchen
- 2005: Sonntag Morgen
- 2008: Mensch Kotschie
- 2009: Am Ende
- 2010: Für Elise
- 2011: Stolz des Ostens
- 2011: Harry nervt
- 2011: SOKO Wismar (Staffel 9, Folge Umzug in den Tod)
- 2011: Der Preis
- 2012: Millionen
- 2014: Für immer ein Mörder – Der Fall Ritter
- 2015: SOKO Leipzig (Staffel 15, Folge Manga-Mädchen)